# We Broke the Rules (album)

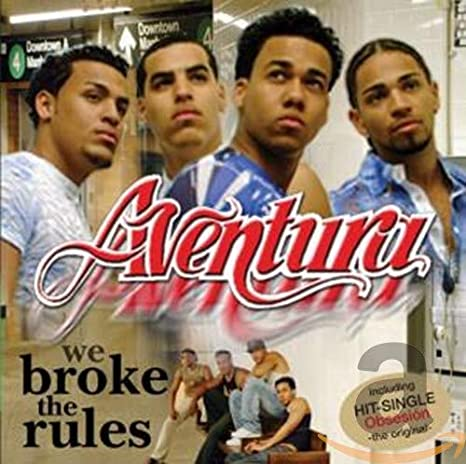
Album

We Broke the Rules (en français : Nous avons brisé les règles) est le deuxième album studio du groupe américano-dominicain Aventura, sorti le 2 juillet 2002 par Premium Latin music. Aventura y a intégré, dans les rythmes bachata, des éléments de pop, de hip hop et de R&B , donnant au genre bachata un nouveau style, et l'adaptant à un public plus international. Ce style de bachata a été désigné du nom de "l'école de New York", ou "bachata urbaine" (ou "bachata moderna"); il est caractérisé par l'inclusion de guitares électriques au lieu de guitares acoustiques, et de paroles en espagnol et en anglais, au lieu de l'espagnol seul. De plus, le style de chant s'inspire des mélodies R&B. Le chagrin et la mélancolie sont les thèmes dominants de l'album ; les thèmes sociaux sont également présents, dans  "Amor de Madre" ou "Mother's Love" ("Amour d'une mère"), chanson qui évoque la relation entre une mère et son fils dans un milieu populaire.
Parmi les chansons de l'album "Obsesión" avec Judy Santos a obtenu le plus grand succès. Selon un article de Billboard, avec We Broke the Rules, Aventura est "le premier groupe de bachata à décrocher un single n°1, en espagnol, dans pratiquement tous les territoires européens". L'album s'est vendu à environ 1,5 million d'exemplaires dans le monde. Il est resté au premier rang des classements musicaux européens dans des pays comme l'Italie, la France, l'Allemagne et la Norvège pendant plusieurs semaines. "Obsesión" est également resté en première position du top 100 français du single pendant sept semaines, et numéro un du top 50 italien du single pendant 16 semaines.

## Contexte culturel
La musique Bachata s'est développée en République dominicaine dans les années 1960 et 1970. Elle était à l'origine une musique régionale principalement interprétée et écoutée par des hommes de la classe inférieure. Les instruments traditionnellement utilisés sont les guitares acoustiques, les bongos et les maracas. Des similitudes ont été relevées entre la bachata et le blues ; "certains ont décrit la musique de Bachata comme l'équivalent dominicain de la musique blues aux États-Unis. Les deux styles de musique sont issus de communautés en difficulté et ont progressivement été acceptés par les classes moyennes et même supérieures." . L'album Bachata Rosa, sorti le 11 décembre 1990, de Juan Luis Guerra, a marqué le début de l'adoption de la bachata parmi les classes socio-économiques moyennes et supérieures.
Près de dix ans plus tard, avec la sortie de We Broke the Rules, la bachata est devenue aussi internationalement connue que le merengue et même la salsa. Malgré les efforts de Juan Luis Guerra, la plupart des Dominicains considéraient toujours la Bachata comme une musique pour les analphabètes et les pauvres des zones rurales de la République dominicaine . La bachata portait également le stigmate d'être la musique préférée dans les bordels, les colmados et les cabarets, ce qui la maintenait  au niveau le plus bas de tous les genres musicaux en République dominicaine. Selon Deborah Pacini Hernandez la bachata est marginalisée dans l'industrie musicale du pays. Aventura a contribué à changer l'opinion générale sur la bachata parce que les membres du groupe, jeunes New-yorkais «branchés», ne correspondent pas au stéréotype des bachateros même s'ils ont adopté le genre et s'y sont identifiés. Aventura a modifié la bachata musicalement et en a également changé son image. Avec Monchy & Alexandra, Aventura l'a revitalisé. Aventura a également influencé une nouvelle génération de bachateros urbains, tels que Prince Royce, Toby Love, Xtreme et Carlos y Alejandra, qui chantent, s'habillent et jouent dans un style semblable à Aventura.

## Membres du groupe
Aventura compte quatre membres, Anthony "Romeo" Santos (chanteur / compositeur / producteur), Henry Santos Jeter (chanteur / compositeur), Lenny Santos (guitariste / arrangeur / producteur) et Max Santos (bassiste). Romeo Santos et Henry Santos sont cousins et Lenny et Max Santos sont frères, mais les deux familles Santos (Romeo / Henry et Lenny / Mikey) ne sont pas liées l'une à l'autre.

## Autres collaborateurs
Les autres personnes ayant collaboré à l'album We Broke the Rules sont les musiciens Miguel Echavarria (tambora, bongo) et Sammy Puntiel (guïra) ; le mixeur audio Monchy Jiminez et le photographe Manuel Sierra.

## Problème juridique
Aventura et leur label Premium Latin Music, Inc. ont été poursuivis pour 50 000 $ pour avoir repris la mélodie principale de " Axel F " par Harold Faltermeyer dans leur chanson Perdi El Control. Le problème a été résolu en supprimant la chanson de l'album et en la remplaçant par " Cuándo Volverás ". La chanson est toujours disponible sur les copies  originales de l'album.

## Liste des pistes
| #   | Titre                                           | paroles de chanson                | Nom traduit                        | Durée |
| --- | ----------------------------------------------- | --------------------------------- | ---------------------------------- | ----- |
| 1   | " Obsesión " (avec Judy Santos)                 | Anthony Santos                    | "Obsession"                        | 4:24  |
| 2   | "I Believe" (avec Toby Love )                   | Anthony Santos                    | Je crois (En espagnol : «Yo Creo») | 4:37  |
| 3   | «Todavía Me Amas»                               | Anthony Santos                    | "Tu m'aimes toujours"              | 4:43  |
| 4   | "Contrôle Perdí El"                             | Anthony Santos                    | "J'ai perdu le contrôle"           | 4:06  |
| 5   | «Amor De Madre»                                 | Anthony Santos                    | "L'amour d'une mère"               | 6:02  |
| 6   | " Gone " (avec Toby Love )                      | Justin Timberlake, Wade J. Robson | "Parti"                            | 4:26  |
| 7   | "Mi Puerto Rico "                               | Anthony Santos                    | "Mon Porto Rico "                  | 3:49  |
| 8   | "Enséñame A Olvidar"                            | Anthony Santos                    | "Apprends moi à oublier"           | 5:52  |
| 9   | «9:15 (Nueve & Quince)»                         | Anthony Santos                    | "Neuf heures quinze"               | 4:22  |
| dix | " Obsesión " (english remix) (avec Judy Santos) | Anthony Santos                    | "Obsession (remix anglais)"        | 4:10  |

Exemples de crédits
- Échantillons "Perdi El Control" "Axel F" par Harold Faltermeyer
- "I Believe (Yo Creo)" contient une interpolation de "Smooth Criminal" par Michael Jackson

## Classement musical
| Chart (2002–04)                | Peak position |
| ------------------------------ | ------------- |
| Autriche (Ö3 Austria Top 40)   | 18            |
| Belgique (Flandre Ultratop)    | 29            |
| Belgique (Wallonie Ultratop)   | 17            |
| Pays-Bas (Mega Album Top 100)  | 23            |
| France (SNEP)                  | 1             |
| Allemagne (Media Control AG)   | 12            |
| Italie (FIMI)                  | 1             |
| Portugal (AFP)                 | 8             |
| Polish Albums (ZPAV)           | 41            |
| Espagne (Promusicae)           | 47            |
| Suisse (Schweizer Hitparade)   | 4             |
| US Latin Albums (Billboard)    | 56            |
| US Tropical Albums (Billboard) | 5             |

| Chart (2004)                       | Position |
| ---------------------------------- | -------- |
| Belgique (Ultratop Flanders)       | 100      |
| BelgiqueAlbums (Ultratop Wallonia) | 82       |
| Pays-Bas (Album Top 100)           | 90       |
| France (SNEP)                      | 41       |
| Suisse (Schweizer Hitparade)       | 7        |